# Nyakörves szegfűgomba
A nyakörves szegfűgomba (Marasmius rotula) a szegfűgombafélék családjába tartozó, Eurázsiában, Afrikában és Észak-Afrikában honos, lombos erdőkben élő, nem ehető gombafaj.

## Megjelenése
A nyakörves szegfűgomba kalapja 0,5-1,5 cm széles, alakja széles domború, ernyőszerű. A közepe bemélyedő, felszíne teljes mértékben sugarasan bordás, a lemezek fölött bemélyedő. Széle aláhajló. Színe fehér vagy halvány krémszínű; a középső bemélyedésben sokszor barnás. 
Húsa nagyon vékony. Íze és szaga nem jellegzetes.  
Átlagosan 18 db ritka állású lemeze a tönk előtt gallérszerű kolláriumba nő össze. Színük megegyezik a kalapéval. 
Tönkje 2-4 cm magas és 0,05-0,1 cm vastag. Nagyon karcsú, szőrszálszerű. Színe fiatalon halvány, majd sötétbarna-fekete, a csúcsán a kalap alatt világos marad.
Spórapora fehér. Spórája többé-kevésbé elliptikus vagy közel orsószerű, felülete sima, mérete 6,5-10 x 3-5 µm.

### Hasonló fajok
Hasonlít hozzá a lószőrfülőke, de annak lemezei nem nőnek össze gallérrá. 

## Elterjedése és termőhelye
Eurázsiában, Afrikában és Észak-Amerikában honos. Magyarországon gyakori. 
Lomberdőkben fordul elő, többnyire csoportosan. A korhadó fatörzsek, ágak vagy az avar szerves anyagait bontja. Júniustól októberig terem. 

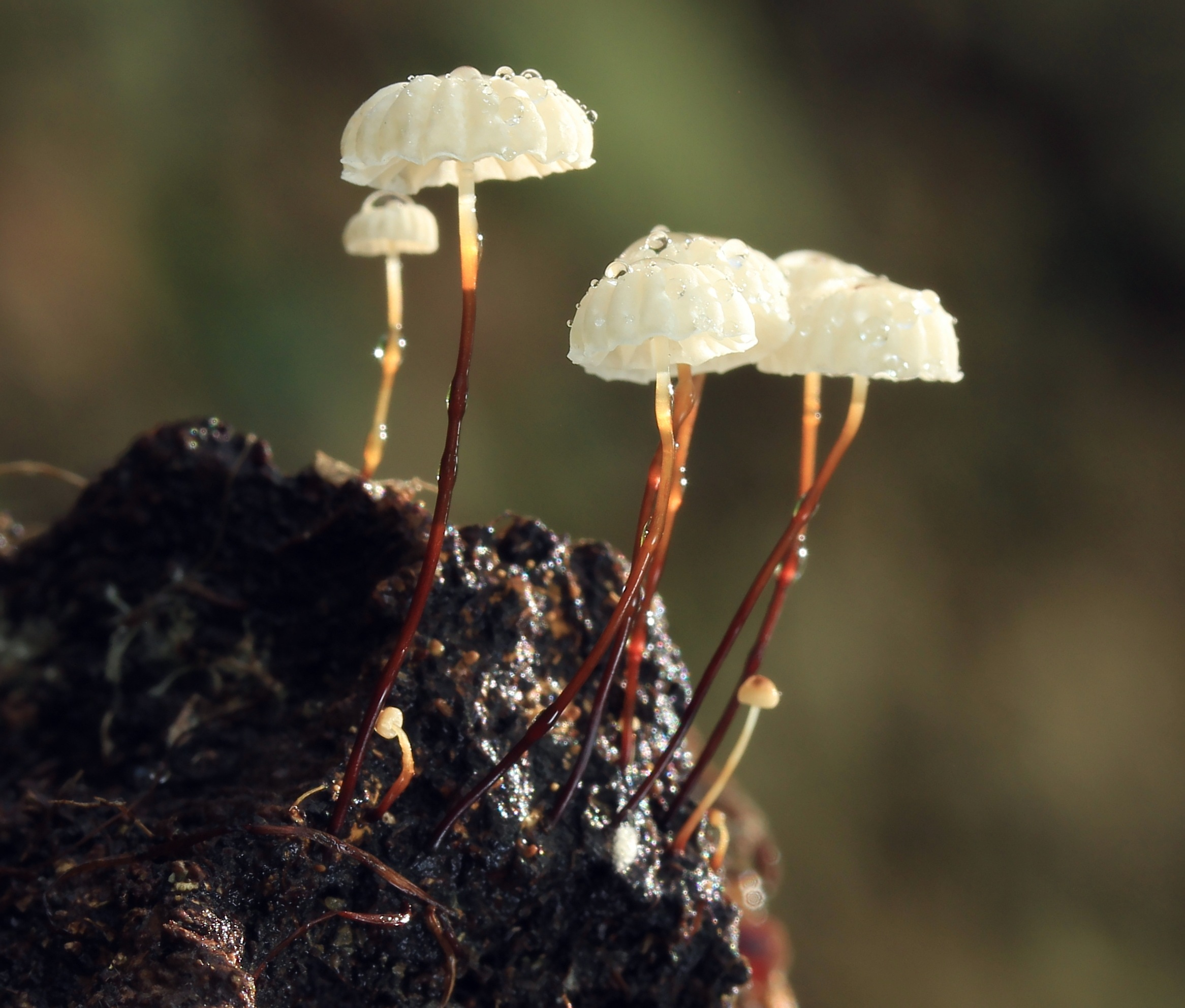
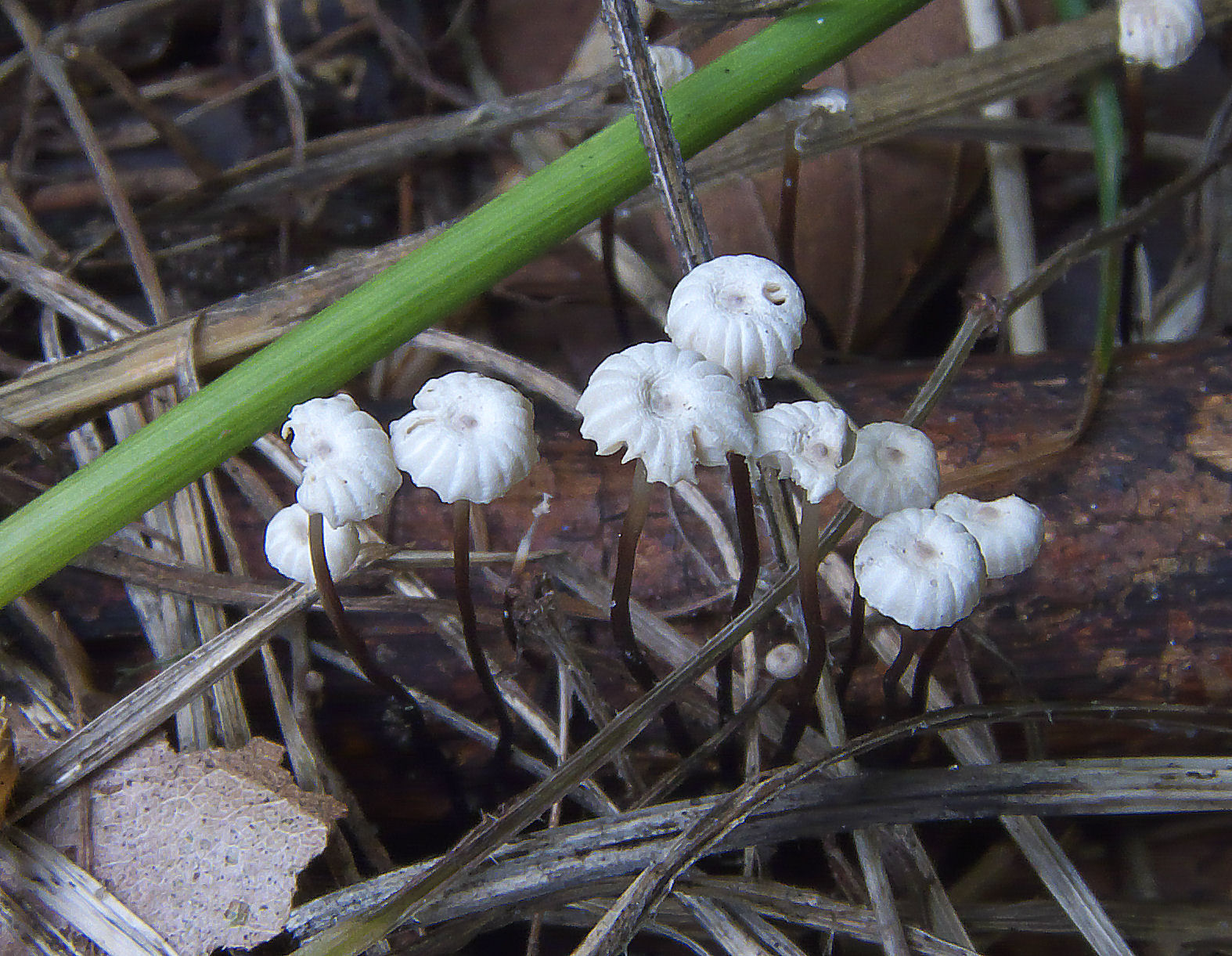
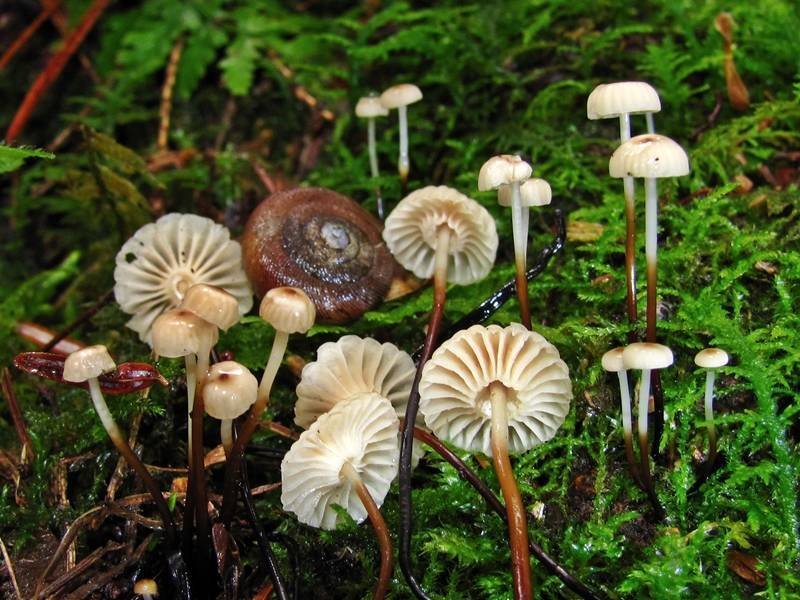
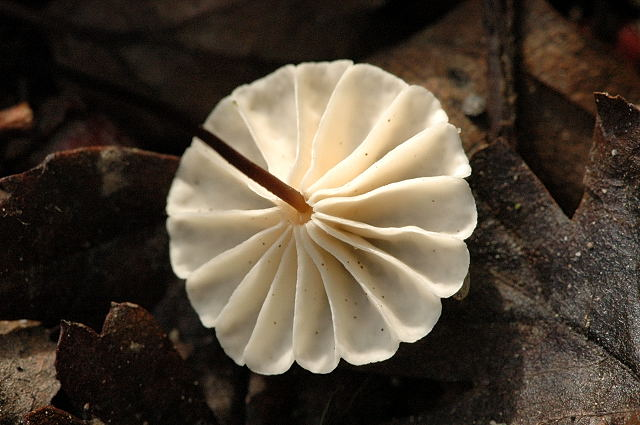
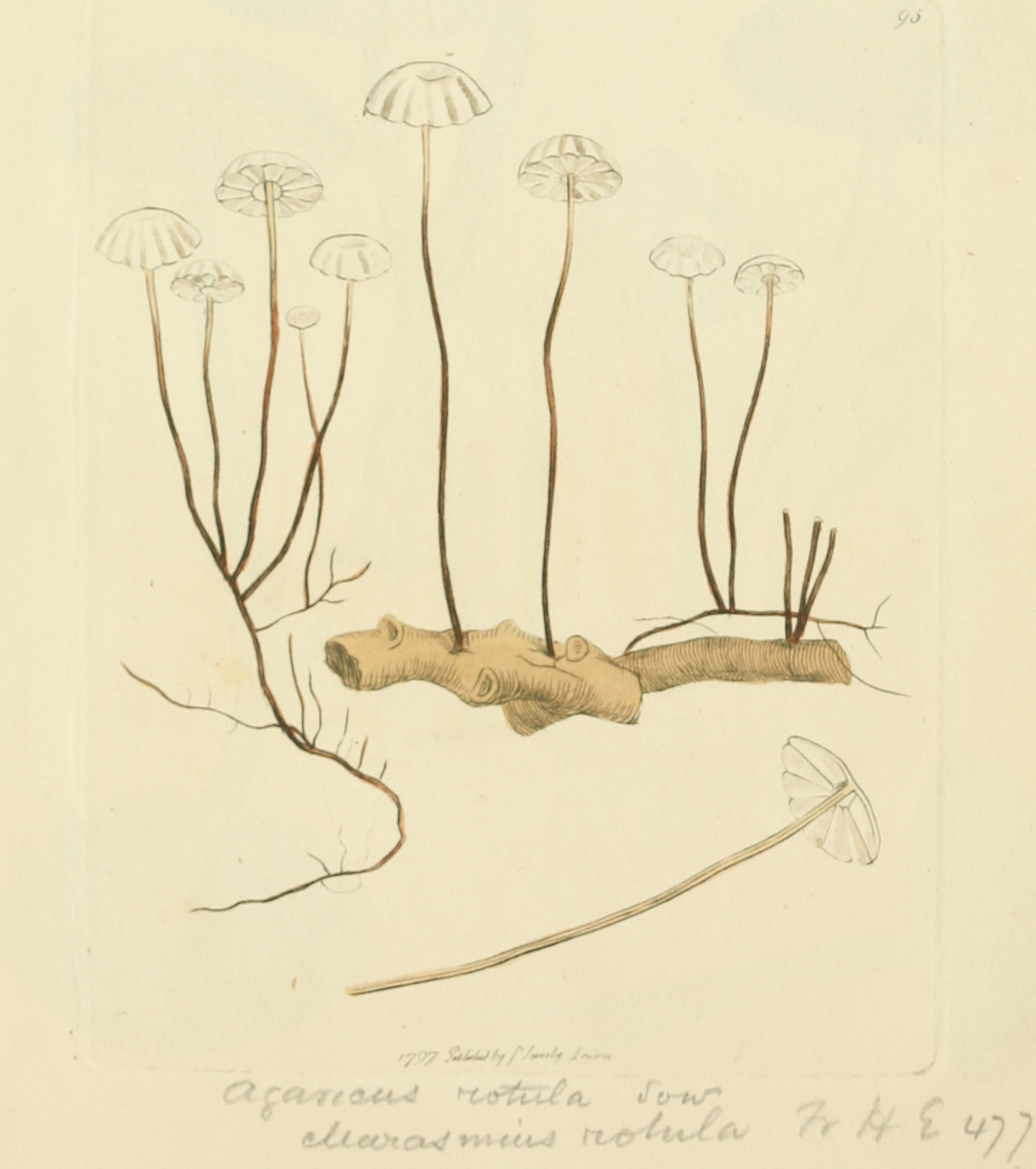

Nem ehető. 